# 李坚真故居
李坚真故居，位于中国广东省梅州市丰顺县小胜镇大南东叶畲村，原为梅州市丰顺县的一个县级文物保护单位，1989年6月29日被公布为广东省文物保护单位。